# 大つけ麺博
大つけ麺博（だいつけめんはく）は、日本で毎年秋に開催されるつけ麺、ラーメンのイベント。大つけ麺博実行委員会が主催。2009年から開催されており、2013年より新宿区立大久保公園で開催されている。

## 概要
本イベントではタイトル通りつけ麺にこだわり、全国各地のつけ麺の名店がしのぎを削りあう。
イベント期間を週ごとに第1陣から第4陣までといった形で区切り、各陣ごとに店舗の入れ替えが行われる。通常は午前11時から午後9時まで開場、店舗入れ替え日は終了が早くなり午後3時閉場となる。
2009年春に開催された東京ラーメンショーに対抗し、初回開催は同年10月22日〜11月12日までの3週間、日比谷パティオで開催された。その5ヶ月後の2010年4月には15日から18日までの3日間にわたって六本木ヒルズアリーナ、6月14日〜7月4日には北海道札幌市でも開催。正式な第2回目として2010年9月16日〜10月6日までの3週間にわたり、東京都港区の浜松町駅前特設会場にて開催された。以降、2012年までは毎年秋に浜松町駅前特設会場にて開催された。5回目となる2013年からは新宿区歌舞伎町の特設会場（大久保公園）で開催されている。

## 開催概要
いずれも、大つけ麺博実行委員会が主催している。

### 2009年（第1回）
- 期間：2009年10月22日 - 11月12日
- 会場：日比谷パティオ

記念すべき1回目は1陣から3陣までが8店舗ずつ登場し、全24店が参加した。

### 2010年春・夏

#### 春開催
- 期間：2010年4月15日 - 4月18日
- 会場：六本木ヒルズアリーナ

正式タイトルは「大つけ麺博2010 キックオフ!」で、5店舗が参加した。

#### 札幌開催
- 期間：2010年6月14日 - 7月4日
- 会場：札幌市・大通公園

正式タイトルは「さっぽろ大つけ麺博」。初めて東京以外での開催となったこの回は、1陣から3陣までが6店舗ずつ登場し、全18店が参加した。初日には狩野も会場に駆け付けた。

### 2010年（第2回）
- 期間：2010年9月16日 - 10月6日
- 会場：浜松町駅前特設会場

この年は道場六三郎、陳建一、川越達也といった大物が特別参加。また、シャンプーハットの宮田てつじが、大阪・東心斎橋に自ら出店した「宮田麺児」を率いて出店した（→シャンプーハット (お笑いコンビ)#メンバーも参照）。
この年からイベント限定アイドルユニットとしてトッピング☆ガールズが登場する。

### 2011年（第3回）
- 期間：2011年9月23日 - 10月16日
- 会場：浜松町駅前特設会場
- スケジュール
  - 序章（9月23日 - 9月25日）
  - 第1陣（9月26日 - 10月2日）
  - 第2陣（10月3日 - 10月9日）
  - 第3陣（10月10日 - 10月16日）

### 2012年（第4回）
- 企画運営：ブルースモービル、テレビ朝日
- 期間：2012年9月27日 - 10月17日
- 会場：浜松町駅前特設会場
- スケジュール
  - 第1陣（9月27日 - 10月3日）
  - 第2陣（10月4日 - 10月10日）
  - 第3陣（10月11日 - 10月17日）

### 2013年 （第5回）
- 共催：歌舞伎町タウンマネージメント
- 後援：新宿区
- 協賛：サントリー、セブン-イレブン、日清食品チルド[1]
- 協力：歌舞伎町商店街振興組合、歌舞伎町二丁目町会、富士瓦斯、エルコム、シーフォース、松本徽章工業
- 企画運営：ブルースモービル
- 期間：2013年10月10日 - 11月6日
- 会場：新宿・歌舞伎町特設会場（新宿区立大久保公園）（東京都新宿区歌舞伎町）
- スケジュール
  - 第1陣（10月10日 - 10月16日）
  - 第2陣（10月17日 - 10月23日）
  - 第3陣（10月24日 - 10月30日）
  - 第4陣（10月31日 - 11月6日）

6店舗ずつ全24店舗。

### 2014年 （第6回）
- 共催：歌舞伎町タウンマネージメント
- 後援：新宿区
- 協賛：サントリー、セブン-イレブン、日清食品チルド
- 協力：歌舞伎町商店街振興組合、歌舞伎町二丁目町会、富士瓦斯、エルコム
- 企画運営：ブルースモービル
- 期間：2014年10月2日 - 10月29日
- 会場：新宿・歌舞伎町特設会場
- スケジュール
  - 第1陣（10月2日 - 10月8日）
  - 第2陣（10月9日 - 10月15日）
  - 第3陣（10月16日 - 10月22日）
  - 第4陣（10月23日 - 10月29日）

6店舗ずつ全24店舗。
6回目となるこの年は正式タイトルを「大つけ麺博 ご当地つけ麺GP」と題して開催された。

### 2015年 （第7回）
- 共催：歌舞伎町タウンマネージメント
- 後援：新宿区
- 協賛：サントリー、セブン-イレブン、日清食品チルド
- 協力：歌舞伎町商店街振興組合、歌舞伎町二丁目町会、富士瓦斯、エルコム
- 企画運営：ブルースモービル
- 期間：2015年10月2日 - 10月25日
- 会場：新宿・歌舞伎町特設会場
- スケジュール
  - 第1陣（10月2日 - 10月7日）
  - 第2陣（10月8日 - 10月13日）
  - 第3陣（10月14日 - 10月19日）
  - 第4陣（10月20日 - 10月25日）

10店舗（5店舗×2）ずつ全40店舗。
7回目となるこの年は、つけ麺の誕生60周年を記念し、前年までと趣向を変え「つけ麺生誕60周年記念 大つけ麺博プレゼンツ つけ麺VSラーメン 本当に美味いのはどっちだ決定戦」と題して開催。つけ麺とラーメンによるバトルがテーマで、両陣営が1陣6日間、5店舗ずつ出店しどちらが美味いか対決を行った。
この年は平日15時～18時に「ハッピーアワー」を設け、ドリンクブースで販売されるアルコール類（ビール、ハイボールなど）の値段が半額となった。また期間中、裏テーマを「麺と音楽とお酒のしらべ」として、ジャズなどの音楽イベントも開催された。

### 2016年 （第8回）
- 共催：歌舞伎町タウンマネージメント
- 後援：新宿区
- 協賛：サントリー、セブン-イレブン、日清食品チルド
- 協力：歌舞伎町商店街振興組合、歌舞伎町二丁目町会、富士瓦斯、エルコム
- 企画運営：ブルースモービル
- 期間：2016年10月6日 - 10月31日
- 会場：新宿・歌舞伎町特設会場
- スケジュール
  - 第1陣（10月6日 - 10月11日）
  - 第2陣（10月12日 - 10月17日）
  - 第3陣（10月18日 - 10月23日）
  - 第4陣（10月25日 - 10月31日）

10店舗（5店舗×2）ずつ全40店舗。

### 2017年 （第9回）
- 共催：歌舞伎町タウンマネージメント
- 後援：新宿区
- 協賛：セブン-イレブン、日清食品チルド
- 協力：歌舞伎町商店街振興組合、歌舞伎町二丁目町会、富士瓦斯、エルコム、ニイタカ
- 企画運営：ブルースモービル
- 期間：2017年9月28日 - 11月1日
- 会場：新宿・歌舞伎町特設会場
- スケジュール
  - 第1陣（9月28日 - 10月4日）
  - 第2陣（10月5日 - 10月11日）
  - 第3陣（10月12日 - 10月18日）
  - 第4陣（10月19日 - 10月25日）
  - 第5陣（10月26日 - 11月1日）

9店舗ずつ全45店舗。
9回目となるこの年は「大つけ麺博 大感謝祭」と題して開催、全5週（35日間）、過去最多となる45店舗が出店。

### 2018年 （第10回）
- 期間：2018年10月4日 - 10月29日[2]
- 会場：新宿・歌舞伎町特設会場

### 2019年 （第11回）
- 期間：2019年10月3日 - 11月4日

### 2022年 （第12回）
- 副題：世界一美味いラーメン祭
- 期間：10月6日 - 11月9日

### 最強ラーメンFes.
大つけ麺博初のスピンオフイベントとして、2016年から開催されている。日本全国のラーメン店が集結し「最強の一杯」を引っ提げて出店する。町田市の町田市役所旧庁舎跡地にある芝生広場、町田シバヒロにて開催。初回は2016年春に開催され、13日間で8万人を動員する大盛況となった。
2回目となった2017年は3月30日〜5月7日まで、歴代最長となる6週・39日間にわたって開催され、この年はラーメンに加え「ギョーザ&半チャーハンFes.」も同時開催された。

## 投票
会場内で販売している食券の半券がそのまま投票券となり、来場客が美味しいと思った店に投票する。投票で選ばれた店のうち最も票数の高かった店が「日本一おいしいつけ麺」に選出される。
日本一の決定方法は単純な得票数ではなく、「得票数/総売上杯数」=「OMD」（おいしさ満足度）の計算式で決定する。

## トッピング☆ガールズ
トッピング☆ガールズ（TOPPING GIRLS）とは、東京での「大つけ麺博」を盛り上げるために結成された大つけ麺博のイメージユニット。マネージメント業務はアリスプロジェクトが担当。期間中、会場内で定期的にライブも行われる。
元々は2010年の本イベント限定のユニットであったが、終了後もアイドルユニットとしていくつかのライブイベントに出演する等、活動を継続している。
2011年には掟ポルシェがプロデュースし『トッピング☆ガールズ2.0』とユニット名を改め、ネット投票で7名を選び、さらに敗者復活戦で3名が選ばれた。当初、『トッピング☆ガールズ2.0』も2011年の大つけ麺博終了とともに解散予定であったが、2012年の大つけ麺博まで活動を延長することとなった。2011年10月22日のライブをもって、伊東さな、春菜はなが契約上の事由により、また藍川千佳が足の捻挫の療養ため脱退し、10月30日より渡辺まあり、臺真理絵、桜のどかの3名が新たに加わった。
2012年は『トッピング☆ガールズGT』と再度ユニット名を改め、前年の8名の加え新たに4名が選抜された。
2013年は『トッピング☆ガールズFINAL』として6名が選抜された。
2014年は、日本各地のご当地アイドル5組が『ご当地トッピング☆ガールズ』としてイベントに登場。
2017年の「大つけ麺博 presents 最強ラーメンFes. 同時開催ギョーザ＆半チャーハンFes.」では『トッピング☆ガールズFTTB（ふたたび）』として、9名を選抜。
2019年、東京・新宿で開催された「大つけ麺博　美味しいラーメン集まりすぎ祭」で『トッピング☆ガールズIRDK』として復活。ユニット名の「IRDK」は、騒音問題により会場でのライブが行われず、「会場にいるだけ＝IRDK」というところから。
2020年の大つけ麺博は栃木県・小山御殿広場で4月3日から開催予定だったが、新型コロナウイルスの感染拡大防止のために3月6日に中止が発表された。トッピング☆ガールズのオーディションは2次審査まで終了していたため、主催者と参加タレントの協議で「小山でライブはできないが結成する」と決定し、3月16日に最終オーディションと結果発表が行われた。正式名称は『7代目トッピング☆ガールズ』。4月に「仮面女子カフェ」で開催を予定していたお披露目ライブもコロナの影響で中止。「ライブワン」（ネット配信）で活動を続ける。

### メンバー

#### 2010年 トッピング☆ガールズ
- 秋本麗奈（あきもと れいな・1992年6月26日生まれ、滋賀県出身）
- 綾川小麦（あやかわ こむぎ・1991年8月14日生まれ、静岡県出身）
- 亀田伶央奈（かめだ れおな・1993年10月18日生まれ、東京都出身）
- 小板橋優姫（こいたばし ゆうき・1990年6月6日生まれ、茨城県出身）
- 月村麗華（つきむら れいか・1986年8月21日生まれ、神奈川県出身）
- 花井瑠美（はない るみ・1987年9月30日生まれ、東京都出身）
- 藤崎麻美（ふじさき あさみ・1989年11月9日生まれ、東京都出身）
- 松山香（まつやま かおり・1987年12月8日生まれ、鹿児島県出身）

#### 2011年 トッピング☆ガールズ2.0
- 麻友美（あさ ともみ・1992年3月9日生まれ、岐阜県出身）
- 早瀬愛夢（はやせ あむ・1990年10月18日生まれ、奈良県出身）
- 伊東さな（いとう さな・1986年9月22日生まれ、北海道出身）
- 藍川千佳（あいかわ ちか・1990年3月8日生まれ、福井県出身）
- 春菜はな（はるな はな・1988年11月8日生まれ、愛知県出身）
- 藤崎麻美（2年連続で参加）
- 森カノン（もり かのん・1990年2月11日生まれ、北海道出身）
- 塩谷彩香（しおたに さやか・1992年9月24日生まれ、千葉県出身）
- 立花あんな（たちばな あんな・1992年2月29日生まれ、東京都出身）
- 鈴木真実（すずき まみ・1994年10月23日生まれ、埼玉県出身）

10月30日より
- 渡辺まあり（わたなべ まあり、1989年8月2日生まれ、神奈川県出身）
- 臺真理絵（うてな まりえ、1987年6月1日生まれ、東京都出身）
- 桜のどか（さくら のどか、1990年8月12日生まれ、京都府出身）

#### 2012年 トッピング☆ガールズGT
- 麻友美（2年連続で参加）
- 早瀬愛夢（2年連続で参加）
- 藤崎麻美（3年連続で参加）
- 森カノン（2年連続で参加）
- 塩谷彩香（2年連続で参加）
- 立花あんな（2年連続で参加）
- 渡辺まあり（2年連続で参加）
- 桜のどか（2年連続で参加）
- 月村麗華（つきむら れいか・1986年8月21日生まれ、神奈川県出身）
- 桐谷真央（きりたに まお・1993年10月6日生まれ、神奈川県出身）
- のむら夢乃（のむら むの・1994年11月23日生まれ、大阪府出身）
- 黒瀬サラ（くろせ さら・1996年8月6日生まれ、埼玉県出身）

#### スープ☆ガールズ
スープガールズはトッピング☆ガールズGTの妹ユニットとして大つけ麺博を盛り上げるため、2012年に結成された。アリスプロジェクト所属の女性タレントで構成され、会場内外でのチラシ配りや平日のステージを担当した。活動は2012年大つけ麺博の期間内に留まっている。
メンバーは川村虹花、佐倉梨杏、新矢皐月、神谷えりな、桜雪、佐藤七彩、月宮かれん、結城める、澤田リサ。

#### 2013年 トッピング☆ガールズFINAL
- 澤田リサ
- 朝倉彩花
- 伊藤みう
- 窪田美沙
- 小野寺なほ
- 坂本舞菜

#### 2014年 ご当地トッピング☆ガールズ
- 札幌トッピング☆ガールズ：WHY@DOLL
- 東京トッピング☆ガールズ：じぇるの!
- 金沢トッピング☆ガールズ：おやゆびプリンセス
- 大阪トッピング☆ガールズ：キャラメル☆リボン
- 福岡トッピング☆ガールズ：青SHUN学園

#### 2017年 トッピング☆ガールズFTTB
- 森下舞桜（2002年11月11日生まれ、長野県出身）
- 木下友里（2002年3月3日生まれ、東京都出身）
- 涼邑芹（1998年8月5日生まれ、千葉県出身）
- 陽向こはる（1998年7月29日生まれ、滋賀県出身）
- 海月咲希（1995年9月16日生まれ、鹿児島県出身）
- 雛咲美鈴（1994年11月19日生まれ、埼玉県出身）
- 小針あかね（1992年12月9日生まれ、東京都出身）
- 雪乃しほり（1991年1月25日生まれ、埼玉県出身）
- 鷹藤ひの（1990年9月13日生まれ、東京都出身）

#### 2019年 トッピング☆ガールズIRDK
- 中元ひより
- 星流さりあ
- 宮瀬みあ
- 綾瀬ももな
- 大野柊奈
- 瀬名深月
- 一ノ瀬愛歌
- 山上和香葉
- 山宮れな
- 北川美咲
- 乙木伽奈
- 綾瀬乙葉

#### 2020年 七代目トッピング☆ガールズ
- 涼邑芹（仮面女子・アリス十番） - リーダー[7]
- 小島夕佳（仮面女子・スチームガールズ）
- 森下舞桜（仮面女子・アリス十番）
- 茜紬うた（スリジエ・宙組）
- 野崎ゆりか（スリジエ・風組）
- 山本あこ（スリジエ・月組）
- 中丸葵（スリジエ・月組）

### 楽曲
- TSUKUMEN☆LOVE
- ツケメンに恋してる
- つけ麺☆エクスタシー
- つけMEN☆極MEN
- つけ麺☆OMD
- つけ麺☆風味絶佳
- TSUKEMEN☆最強

・ラーメン☆大革命

## 関連番組
本イベント関連の番組はいずれもテレビ朝日（関東ローカル）で放送。
「つけ麺の鉄人 生放送〜大つけ麺博ぜんぶ見せスペシャル〜」（2010年9月18日 10:50-11:45）
- 司会：勝俣州和、前田有紀（テレビ朝日アナウンサー）
- リポーター：山崎まさや（ジョーダンズ）

「クレヨンしんちゃんが教えてくれる!?世界最大の"大つけ麺博"」（2011年9月24日 10:50-11:45）
- ナビゲーター：野原しんのすけ（声：矢島晶子）
- リポーター：寺門ジモン（ダチョウ倶楽部）

「大つけ麺博 日本一決定戦!!つけ麺ダービー大予想スペシャル」（2012年9月29日 10:50-11:45）
- 司会：ケンドーコバヤシ、本間智恵（テレビ朝日アナウンサー）
- リポーター：勝俣州和、タージン、彦摩呂、狩野英孝

## その他のラーメン関連イベント
- 東京ラーメンショー
- お台場ラーメンPARK - フジテレビ主催のラーメンイベント（2009年12月 - 2010年4月開催）。この「ラーメンPARK」に対抗して「大つけ麺博」が始まったともされるが、本イベント「大つけ麺博」のほうが先であり、関連はない。ただし2010年4月の「〜キックオフ!」会期末に本イベントと開催がぶつかったことがある。
- 新!東京らーめんチャンピオン - テレビ東京主催のラーメンイベント。2010年11月28日から2011年3月31日まで新宿住友ビル特設会場にて開催された[8]。
- 激うまラーメン祭り